# البرمجيات في المصلحة العامة
البرمجيات في المصلحة العامة (بالإنجليزية: Software in the Public Interest) (اختصارا SPI) هي منظمة غير ربحية تأسست لمساعدة المنظمات على تطوير وتوزيع الأجهزة والبرمجيات المفتوحة. وتشجع المنظمة المبرمجين لاستخدام رخصة جنو العمومية أو التراخيص الأخرى التي تسمح بإعادة توزيع واستخدام البرمجيات الحرة، ودعم مطوري العتاد لتوزيع وثائق تشرح طريقة عملها.
تأسست كمنظمة غير هادفة للربح في 16 يونيو 1997 في ولاية نيويورك. ومنذ ذلك الحين، أصبحت مظلة للمشاريع المجتمعية.

## مشاريع مرتبطة مع المنظمة
هذه المشاريع المرتبطة حاليا مع المنظمة;
- ابتوسيد (aptosid)
- دبيان (Debian)
- جنوستب (GNUstep)
- دروبال (Drupal)
- فري دسكتوب.أورج (freedesktop.)
- (Fresco)
- (Gallery)
- (GNUstep)
- (GNU TeXmacs)
- (LibreOffice)
- (madwifi)
- مجتمع التقنية الحرة والمفتوحة (OFTC)
- أوبن أوفيس.أورج (OpenOffice.)
- (OpenVAS)
- (Open Voting Foundation)
- (OpenWrt)
- (OSUNIX)
- (Path64)
- (PostgreSQL)
- (Privoxy)
- (The HeliOS Project)
- (Yafaray )

## وصلات خارجية
- الموقع الرسمي